# Панайот Цанев
Панайот Цанев е основател и управител на Театър „ПАН“.

## Биография и дейност
Завършва ВИТИЗ Кръстьо Сарафов, специалност – актьорско майсторство за куклен театър в класа на Димитър Стоянов с асистент проф. Боньо Лунгов. Сезон 1989/1990 година е актьор във Вариететен театър гр. Габрово. Главни роли в пиесите „Подземният“ от Христо Бойчев и „Най-чудното чудо“.
През октомври 1990 г. основава Театър „ПАН“.
През 1991 година заедно с Къци Вапцаров стартират детското забавно шоу „Кой е по-по-най“, като сценичен вариант.
През лятото на 1991 година реализира първите големи шоу програми с фонд „Детство“ за Зоопарк гр. София на различни открити сцени. „Зоошоу“ събира на 27.07.1991 година над 7000 души по продадени билети, а на 14.09.1991 година над 10 000 души.
От есента на 1992 година започва работа за Пампорово, където организира „Джазфест“ с участието на Йълдъз Ибрахимова, Янка Рупкина, Теодоси Спасов, Огнян Видев и Акустична версия. Паралелно с него стартират и „Фолклорни празници“ с участието на над 15 фолклорни ансамбли и състави от цяла България, вариететни програми и детски спектакли на чужди езици.
През лятото на 1993 година организира единствената съпътстваща програма към фестивала Варненско лято, „Слънчеви импулси“ – джаз, фолклор и театър в базата на комплекс Слънчев ден. През годините в нея участват Надка Караджова, Янка Рупкина, популярни фолклорни ансамбли, Акустична версия и Теодоси Спасов, Театър 13, Театър Панданс.
Организира и реализира различни шоу програми за общини и фирми като ЦУМ, Автомотор корпорация, Moto-Phone-България, Егмонт България, Sony – България и много други.
През 1996 година се включва и участва в концерта, влезнал в Гинес – Еверест 96, реализиран на базовия лагер на Еверест с участието на Теодоси Спасов, Коцето – Калки, Дони, група Ом и други известни музикални групи и изпълнители.
През следващите години организира промоции на бензиностанции SHELL /1998 – 2001 г./ Поставя началото на промоционалната дейност за разделно събиране на отпадъци за ЕКОПАК България/ 2005 – 2009 г./, реализира предизборни концерти на водещи партии, работи по проекти за различни фирми.
През лятото на 1993 година организира празник на куклените театри, спектакли „Слънчо“ в ДКС – Варна, който се провежда ежегодно до 1997 г.
По негова покана за първи път пристигат в България театри от Република Македония и Албания на организирания от ТЕАТЪР ПАН „Балкански фестивал на куклените театри“, който се провежда
- 1993 г. – София, България
- 1994 г. – София, България
- 1995 г. – Тирана, Албания
- 1996 г. – Скопие, Република Македония
- 1997 г. – Ниш, Сърбия

Във фестивала участват куклени театри от България, Албания, Гърция, Румъния, Сърбия, Черна гора, Косово, Хърватия и Турция.
Автор на множество образователни и развлекателни книжки за деца, предлагащи се на Българския пазар вече повече от 15 години.
Автор и продуцент на детски образователни спектакли, с над 60 постановки в куклени и драматични театри в цяла България.
- „Калпазански рай“ – ДКТ Видин, Шумен, Пазарджик, Ямбол, Кърджали, Сливен, Габрово
- „Не пресичай на червено“ – ДКТ Плевен, Търговище, Театър София, Сливен, Видин, Габрово, Театър Ариел
- „Екошоу“-ДКТ Видин, Плевен, ДТ Смолян, ДТ Разград, ДТ Търговище
- „С огъня игра не бива“ – ДКТ Враца, Плевен, Благоевград, ДТ Перник, ДКТ Пазарджик, Кърджали, Театър Ариел, Стара Загора, Търговище
- „История на парите“ – ДКТ Плевен, Стара Загора
- „Земетръс шоу“ – ДКТ Плевен, Добрич, Театър Ариел
- Магическо училище – ДКТ Видин, ДТ Габрово
- „Суматоха в коледната нощ“ – ДКТ Варна, ДКТ Видин, Габрово, Сливен, Театър София
- „Спасителят от 112“ – ДТ Търговище

Спектаклите „Великденски звън“, „Баба Марта бързала“, „Весели небивалици“, „Аз съм Българче“, „Годишните времена“, „Училище любимо“, както и останалите се играят в репертоара на Театър „Пан“.
- 1976/1980 г. – Драматичен състав на Пионерския дворец гр. София с главни роли в три спектакли
- 1980/1989 г. – каскадьор в групата за сценични боеве на Павел Дойчев към Народния театър. Снимал като каскадьор в различни български и чуждестранни продукции.
- 1984/1986 г. – каскадьор в конната група на Киноцентъра.

Радиоводещ на детското предаване „Калпазански рай“ на радио Тангра – 1998/99 г.

## Филмография
- Федерация на династронавтите (1978), 3 серии – главна роля Сашо „Кобалтовият юмрук“
- Берлинската илюзия
- Вампири, таласъми (1992) – въоръжено лице
- Окото на пророка
- Версенжеторикс – с Макс фон Сюдов, Клаус Мария Брандауер
- Прериен ловец в Мексико – с Гойко Митич
- Малка селска история (1987)
- Името ми е Давид – с Джон Кавизъл
- В ада – с Жан Клод Ван Дам
- Цезар
- Спартак
- Рицарят на Бялата дама
- По здрач
- Сляпа събота
- Кантора Митрани (2012), 12 серии – Кожухаров (в 1 серия: VII)
- Участие в сериалите – Под прикритие, Кантора Митрани, Сладко отмъщение, Истории с неочакван край, Той и Тя.

Снимал е второстепенни, епизодични роли и в други чуждестранни и български филми.